# Alexandru al Moldovei
Alexandru (d. 26 iulie 1496) a fost primul fiu al lui Ștefan cel Mare al Moldovei și moștenitorul său. A participat la luptele duse de tatăl său împotriva Imperiului Otoman și Țării Românești la sfârșitul anilor 1470. A avut propria sa curte domnească la Bacău de la începutul anilor 1480. A fost asociat la domnie de Ștefan cel Mare în anul 1490 sau mai înainte. A decedat înaintea tatălui său și nu a mai apucat să domnească.

## Tinerețea
Alexandru a fost primul fiu al lui Ștefan cel Mare al Moldovei. Identificarea mamei sale este incertă, deoarece ar fi putut fi, potrivit istoricului Jonathan Eagles, fie o oarecare Mărușca (sau Mărica), fie Evdochia Olelkovici. Presupunând că Mărușca era concubina lui Ștefan, Eagles afirmă că Alexandru ar fi putut fi un fiu nelegitim al domnului Moldovei. Pe de altă parte, actul de donație al lui Ștefan către Mănăstirea Hilandar de la Muntele Athos îl numește pe Alexandru drept unul dintre copiii lui Ștefan și al Evdochiei a Kievului. În consecință, potrivit lui Eagles, este de asemenea posibil ca Ștefan să fi avut doi fii pe nume Alexandru, iar asociatul său la domnie să fie fiul Evdochiei. Dacă Alexandru era fiul Mărușcăi, el trebuie să se fi născut între anii 1457 și 1463; dacă Evdochia era mama lui, el trebuie să se fi născut între 1463 și 1467.
Alexandru a participat la Bătălia de la Valea Albă din 1476, potrivit pisaniei din Biserica „Sfântul Mihail” de la Mănăstirea Războieni. Pisania Bisericii „Sfântul Procopie” din Bădeuți consemnează că Alexandru a luptat alături de tatăl său împotriva lui Basarab cel Tânăr la Râmnicu Sărat în anul 1481. În acea perioadă, Alexandru și-a stabilit propria curte domnească  la Bacău. El ar fi administrat Țara de Jos (regiunea sudică a Moldovei), potrivit lui Eagles. În anii 1480 el a fost menționat doar ca fiu al lui Ștefan cel Mare, ceea ce dovedește că încă nu a fost asociat la domnie de tatăl său.

## Asociat la domnie

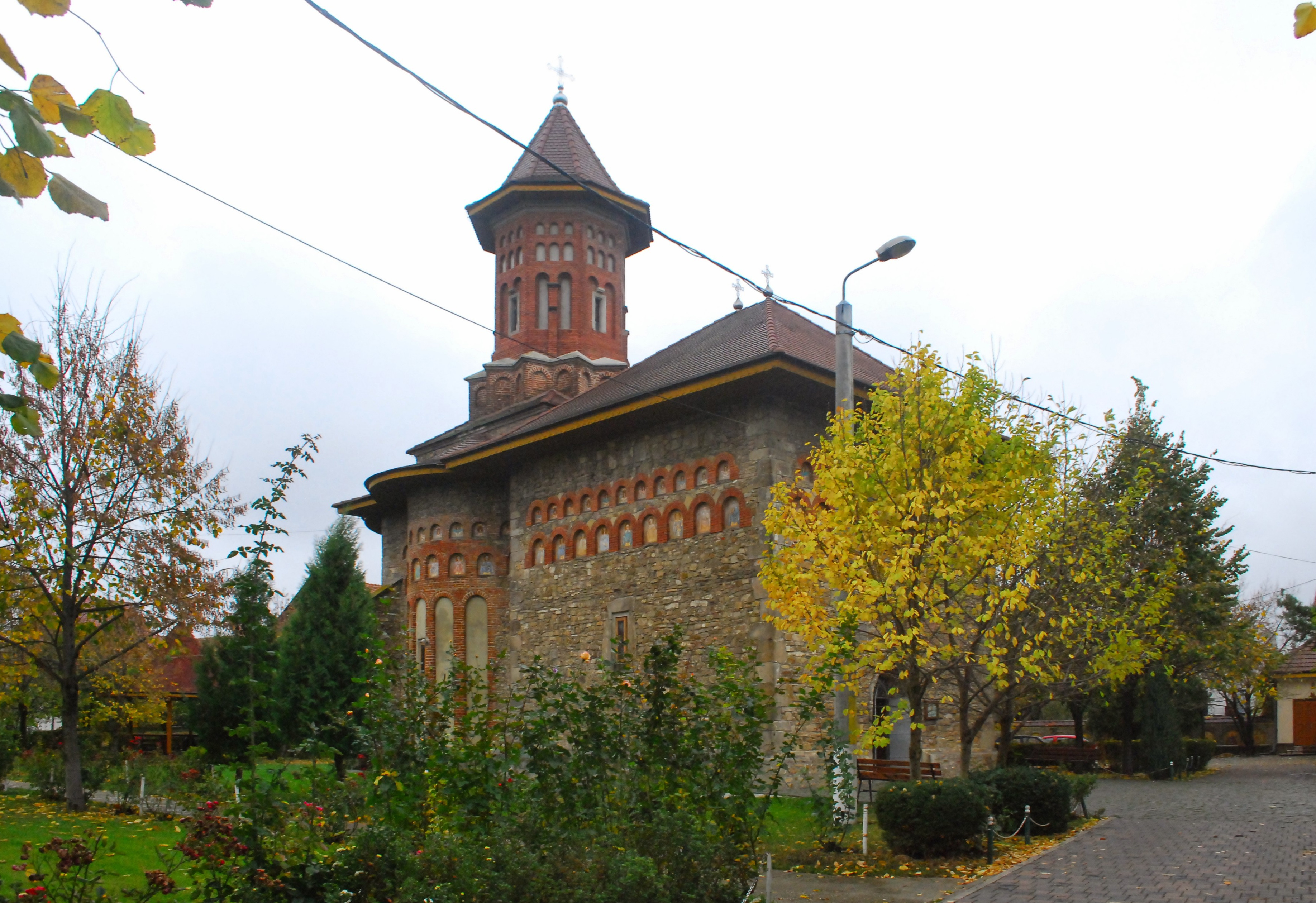
Biserica Precista din Bacău, ctitorită în 1491 de către Alexandru al Moldovei

Alexandru a fost numit asociat la domnie de către tatăl său înainte de 1 ianuarie 1491. În această zi el a fost menționat ca voievod pe pisania din Biserica Precista („Adormirea Maicii Domnului”) din Bacău, care fusese construită din inițiativa lui Alexandru. Principele a murit la 26 iulie 1496 și a fost înmormântat în biserica Mănăstirii Bistrița.